# Szürkepenész
A szürkepenész vagy szürkerothadás (Botrytis cinerea) egy nekrotróf gomba, amely számos növényfajt érint, bár legjelentősebb gazdája a borszőlő lehet. A szőlőtermesztésben közismert nevén botrítisznek nevezik.
A gomba kétféle fertőzést okoz a szőlőn. Az első, a szürkerothadás állandó nedves vagy párás körülmények következménye, és általában az érintett fürtök elvesztését okozza. A második, az aszúsodás akkor fordul elő, amikor a szárazabb körülmények nedvesebbek lesznek, és ez jellegzetes édes desszertborokat eredményezhet, mint például a Sauternes, a tokaji aszú vagy a  kövérszőlő. A Botrytis cinerea fajnév a latin „szőlő, mint a hamu” szóból származik; bár költői „szőlő” a gombaspórák konidiofórjaikon való csomósodására utal, a „hamu” pedig csak a spórák tömeges szürkés színére utal.A gombát általában anamorf (ivartalan forma) nevével emlegetik, mivel az ivaros fázis ritkán figyelhető meg. A teleomorf (ivaros forma) egy ascomyceta, Botryotinia fuckeliana, más néven Botryotinia cinerea (lásd a taxonómiai keretet).

## Etimológiája
A botrítisz az ógörög botrys (βότρυς) szóból származik, amely szőlőt jelent, a betegséget jelző neolatin -itis utótaggal kombinálva. A Botryotinia fuckeliana nevet Heinrich Anton de Bary mikológus egy másik mikológus, Karl Wilhelm Gottlieb Leopold Fuckel tiszteletére adta neki.

## Gazdanövények és tünetek

### Gazdanövényei
A szürkepenész betegseg több mint 200 kétszikű növényfajt és néhány, a mérsékelt és szubtrópusi övezetekben előforduló egyszikű növényt, és potenciálisan több mint ezer fajt érint. Súlyos gazdasági veszteségeket okozhat mind a szántóföldi, mind az üvegházban termesztett növények számára. A kórokozó, a Botrytis cinerea megfertőzheti az érett vagy öregedő szöveteket, a betakarítás előtti növényeket vagy akár a palántákat is. A kórokozó által megfertőzött gazdaszervezetek széles sora létezik, beleértve a fehérjenövényeket, rostnövényeket, olajos növényeket és kertészeti növényeket. Utóbbiak közé tartoznak a zöldségfélék (például a csicseriborsó, a fejes saláta, a brokkoli és a bab) és a kisméretű gyümölcsök (például a szőlő, az földieper, a málna és a szeder), ezeket érinti a legsúlyosabban és pusztítja el a szürkepenész. Az érintett növényi szervek közé tartoznak a gyümölcsök, virágok, levelek, tárolószervek és hajtások.

### Tünetek és jelek
A tünetek a növényi szerveken és szöveteken jelentkeznek. A B. cinerea egy puha rothadás, amely összeesett és vízzel átitatott megjelenést mutat a puha gyümölcsökön és leveleken. A fejletlen gyümölcsön lassan barna elváltozások alakulhatnak ki. A szürkepenésszel fertőzött gallyak elpusztulnak, a virágok, a gyümölcs lehullását és sérülését okozzák, például a fejlődő és érett gyümölcsön is kialakulnak. Azokon a sebhelyeken láthatók, ahol a gomba elkezdi rothasztani a növényt. A bársonyos megjelenésű szürke tömeges konídiumok a növényi szöveteken a növényi kórokozók jelei. Ezek a konídiumok ivartalan spórák, amelyek továbbfertőzik a növényt és a környező gazdanövényeket a növekedési időszakban, így ez policiklikus betegség.
A növényeken helyi elváltozásokat okozhatnak, amelyeket a kórokozó megtámad. Az oxidatív robbanás túlérzékeny sejthalált okoz, amelyet hiperszenzitív válasznak (HR) neveznek. Ez a lágy rothadás kiválthatja a HR-t, hogy segítse a kolonizációt. A Botrytis cinerea mint nekrotróf kórokozó, kihasználja az elhalt szövetet patogenitása, vagyis betegséget okozó képessége miatt. A fogékony növények nem használhatják a HR-t a B. cinerea elleni védekezésre.

## Biológiája

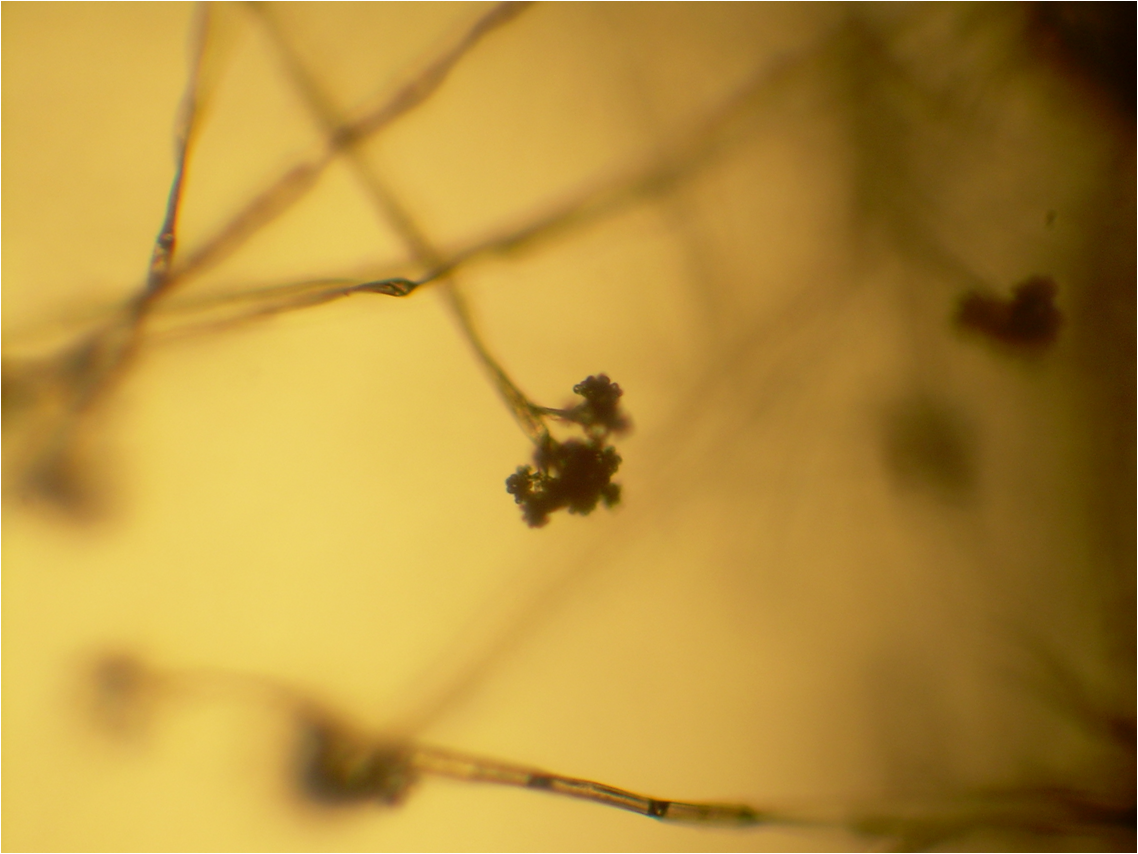
Konidiofor

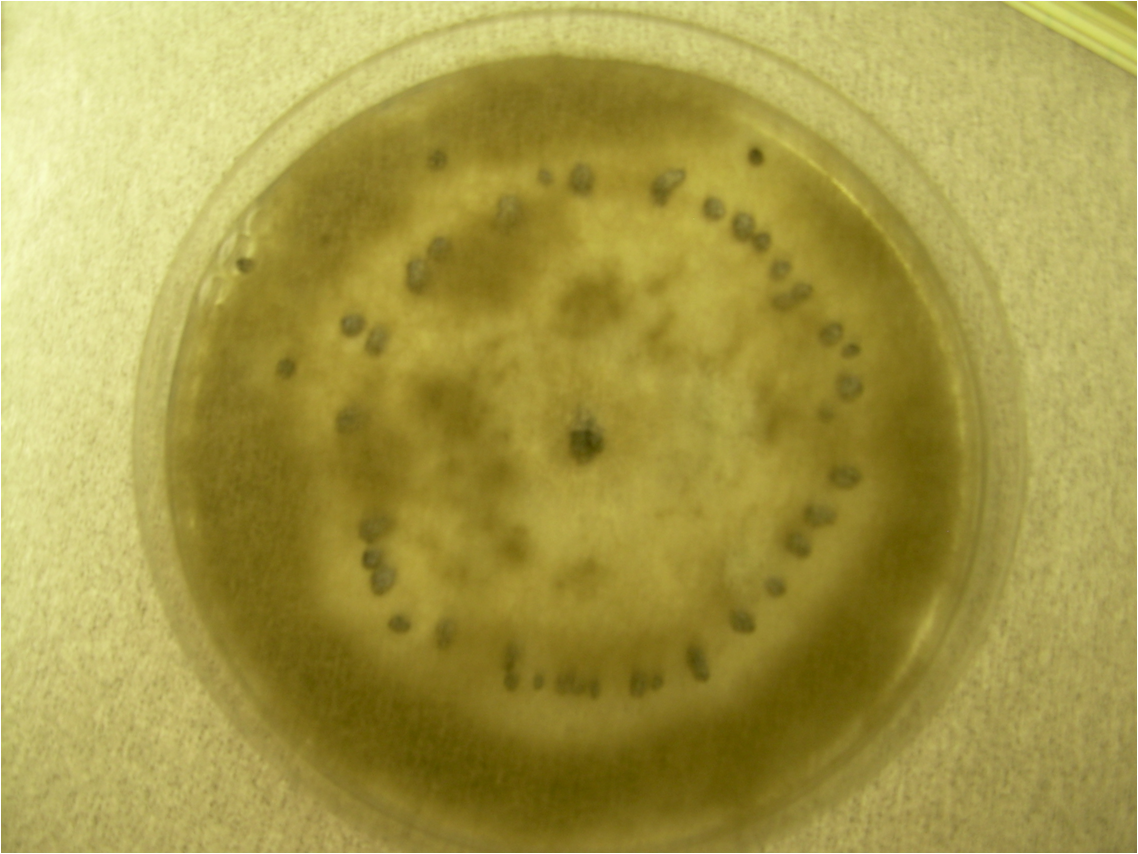
Petri-csészén szkleróciumgyűrűvel mutatkozik (sötétbarna golyók)

A Botrytis cinereát a szürke, elágazó, faszerű konidioforokon dús hialin konídiumok (ivartalan spórák) jellemzik. A gomba nagyon ellenálló szkleróciumokat is termel mint túlélési struktúrákat az idősebb kultúrákban. Szkleróciumként vagy ép micéliumként telel át, amelyek tavasszal kicsíráznak, és konidioforokat termelnek. A szél és az esővíz által szétszórt konídiumok újabb fertőzéseket okoznak. A B. cinerea ivartalan ciklust hajt végre a nyári szezonban.
A különböző törzsek jelentős genetikai variabilitást mutatnak.
A Gliocladium roseum a B. cinerea gombás parazitája.
A feltételezett BcKMO fehérjéről kimutatták, hogy pozitívan szabályozza a növekedést és fejlődést. Nagy hasonlóságot mutat a kinurenin 3-monooxigenázt kódoló génnel eukariótákban.
A gén túlzott expressziója atrB az mrr1 transzkripciós faktor mutációit állítja elő, amelyek viszont olyan többszörös fungicid rezisztencia]] fenotípust adnak, mint az MDR1. A még magasabb túlexpresszió eredményeként az mrr1 részben a következőkből áll Δ497V/L, amely még nagyobb anilinopirimidin- és fenilpirrol rezisztenciájú MDR1h fenotípust eredményez.

## Környezet
A szürkepenésznek kedvez a nedves, párás és meleg környezet (18–24 °C között). A hőmérséklet, a relatív páratartalom és a nedvesség időtartama kedvező környezetet teremt, amely kedvező a  micélium vagy konídiumok beoltásához. Az ellenőrzött környezetek, például az üvegházak biztosítják azt a nedvességet és magas hőmérsékletet, amely elősegíti a B. cinerea kórokozó terjedését és fejlődését.
A növényi levelek felületén álló víz helyet biztosít a spóráknak a csírázáshoz. A nedves körülmények a helytelen öntözési gyakorlatból, a túl közel egymáshoz helyezett növényekből vagy az üvegház szerkezetéből adódnak, amelyek nem teszik lehetővé a hatékony szellőzést és a légáramlást. Az éjszakai szellőztetés jelentősen csökkenti a szürkepenész előfordulását.
A melanizált szklerócium lehetővé teszi, hogy a B. cinerea évekig túléljen a talajban. A szkleróciumok és az ivartalan konídiumspórák hozzájárulnak a kórokozó széles körű fertőzőképességéhez.
Az alacsony pH-értéket (savasság) a szürkepenész kedveli. A B. cinerea szerves savak, például oxálsav kiválasztásával savanyíthatja környezetét. Környezetének savanyításával a sejtfalat lebontó enzimek hatasa (CWDE-k) fokozódik, a növényvédő enzimek gátolódnak, a  sztómazáródás deregulált, és a pH-jelátvitel elősegíti patogenezist.

## Szőlőművelés

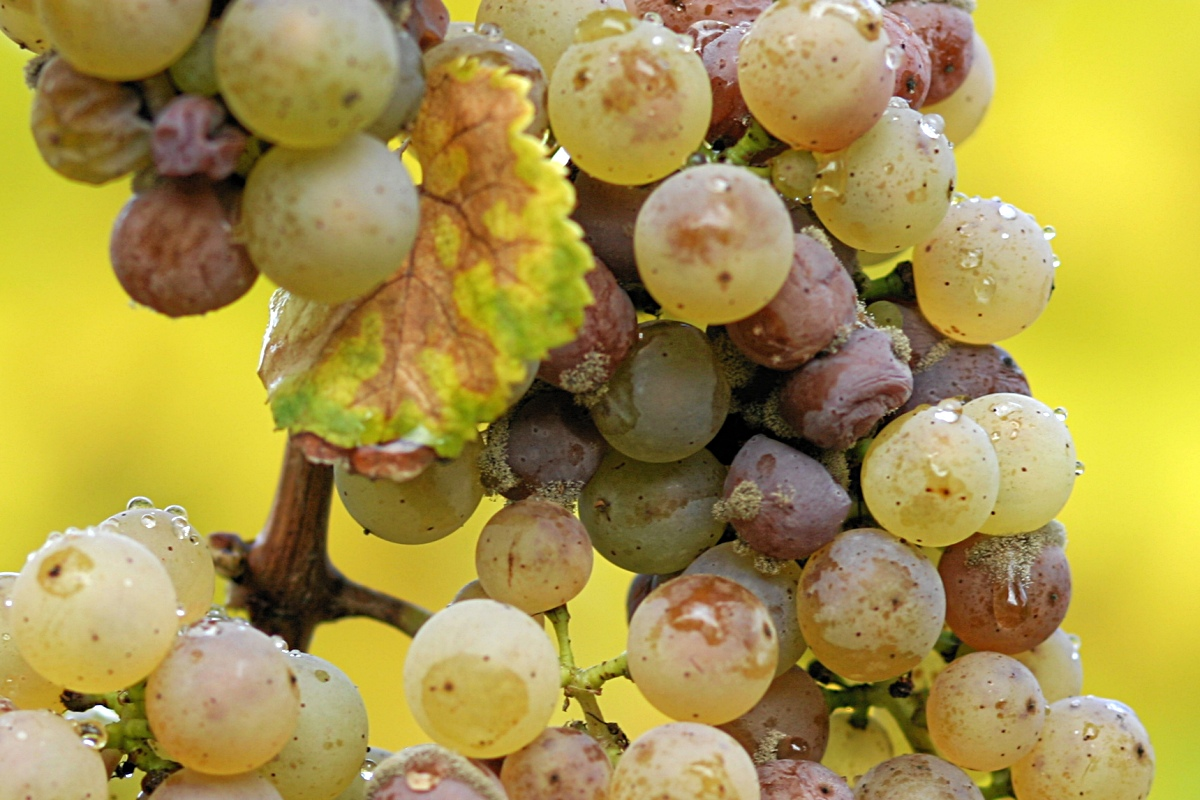
Nemesrothadásként nyilvánul meg rizlingen

A „nemesrothadás” néven ismert botrítiszfertőzésben (franciául pourriture noble vagy németül Edelfäule) a gomba eltávolítja a vizet a szőlőből, így a szilárd anyagok, például cukrok, gyümölcssavak és ásványi anyagok magasabb százaléka marad hátra. Ez intenzívebb, koncentráltabb végterméket eredményez. A borról gyakran mondják, hogy lonc (egérszag) aromája és keserű íze van.
Kezdetben a természet, a geológia, az éghajlat és a sajátos időjárás kombinációja által kiváltott sajátos erjedési folyamat a jótékony gombák sajátos egyensúlyához vezet, miközben elegendő mennyiségű szőlőt hagyott érintetlenül a betakarításhoz. A Chateau d'Yquem az egyetlen Premier Cru Supérieur Sauternes, nagyrészt a szőlőültetvény nemes rothadásra való hajlamának köszönhető.
A botrítisz megnehezíti az erjedési folyamatot a borkészítés során, gombaellenes vegyületet termelve elpusztítja az élesztőt, és gyakran azt eredményezi, hogy az erjedés leáll, mielőtt a bor elegendő mennyiségű etilalkoholt halmozna fel.
A botrítisz fürtrothadás a szőlő másik, a B. cinerea által okozott állapota, amely nagy veszteségeket okoz a borászatnak. Mindig jelen van a termésen, de a fürtrothadás megindításához seb kell. A sebeket rovarok, szél, véletlen sérülések stb. okozhatják. A botritiszes fürtrothadás leküzdésére számos gombaölő szer kapható a piacon. Általában virágzáskor, fürtzáráskor kell őket alkalmazni (a legfontosabb a virágzás). Egyes borászokról ismert, hogy a német erjesztési módszert használják, és inkább 5%-os fürtrothadást részesítenek előnyben a szőlőben, és általában a szokásosnál egy héttel tovább tartják a szőlőt a tőkéken.

## Kertészet
A Botrytis cinerea sok más növényt is érint.

### Földieper
Gazdaságilag fontos a bogyós gyümölcsöknél, például az epernél és a hagymás növényeknél. A borszőlőtől eltérően az érintett szamóca nem ehető, és kidobják. Az eperföldek fertőzésének minimalizálása érdekében fontos a jó szellőzés a bogyók körül, hogy megakadályozzuk a nedvesség beszorulását a levelek és bogyók közé. Ellenőrzött vizsgálatok során számos baktériumról bebizonyosodott, hogy a B. cinerea természetes antagonistájaként működnek.

### Egyéb növények

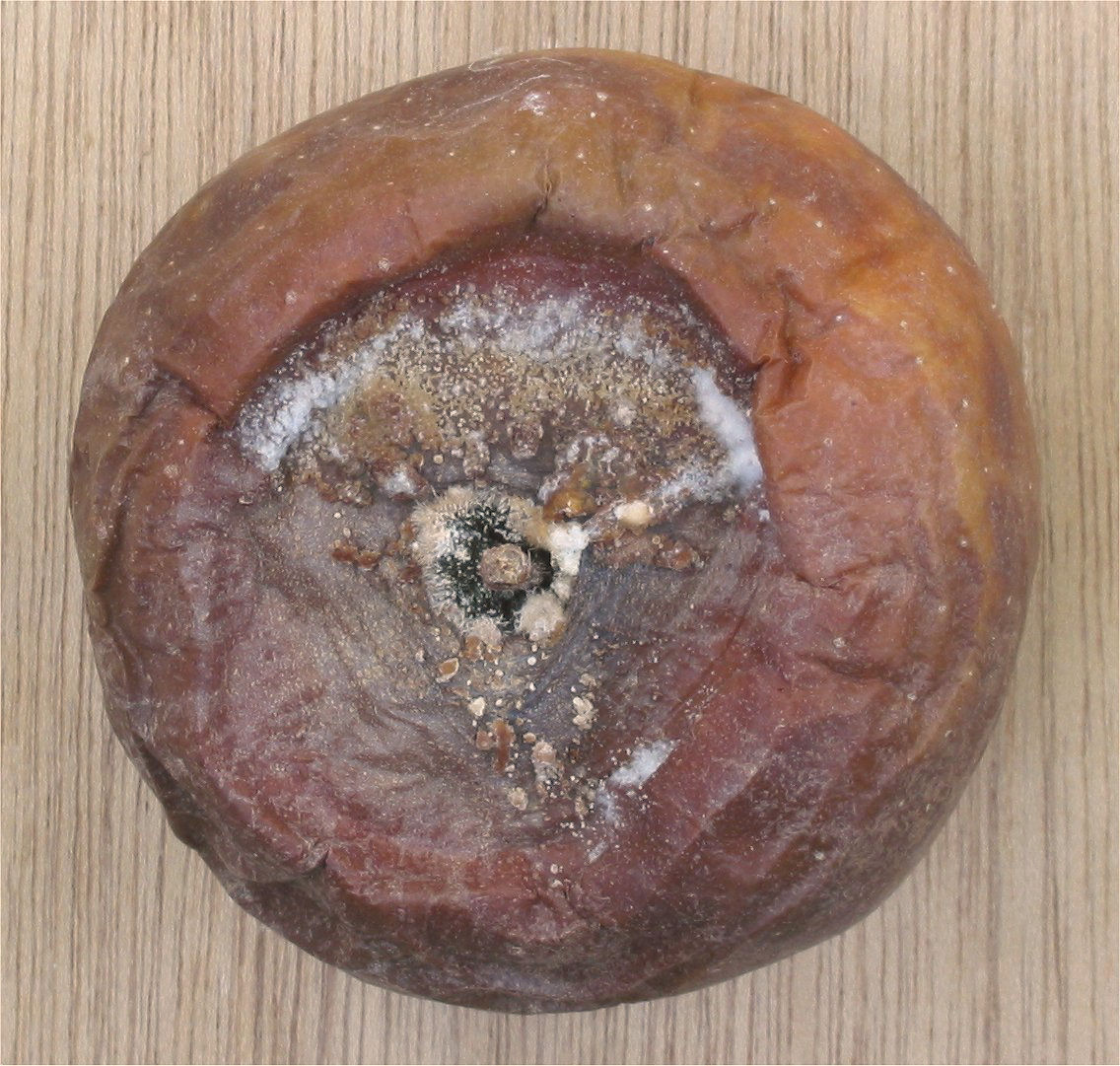
Botryotinia fuckeliaina egy Goudreinet almán

Az üvegházkertészetben a Botrytis cinerea közismert, hogy a  paradicsomban jelentős károkat okoz.
A fertőzés a rebarbarát, a hóvirágot, a fehér réti habot, a váltótűs hemlokfenyőt, douglas-fenyőt, a kannabiszt, és a Lactuca sativát is érinti. A B. cinerea elleni UV-C kezelést Vàsquez et al., 2017 írja le. Úgy találják, hogy fokozza a fenilalanin ammónia-liáz aktivitását és a fenolok termelését. Ez viszont csökkenti az L. sativát. Kálium-hidrogén-karbonát alapú gombaölő szer használható.

## Emberi betegség
A szőlőn előforduló Botrytis cinerea „szőlőtüdőt” okozhat, amely a túlérzékenységi tüdőgyulladás ritka formája (légúti allergiás reakció erre hajlamos egyéneknél).

## ABotrytis cinereamikovírusai

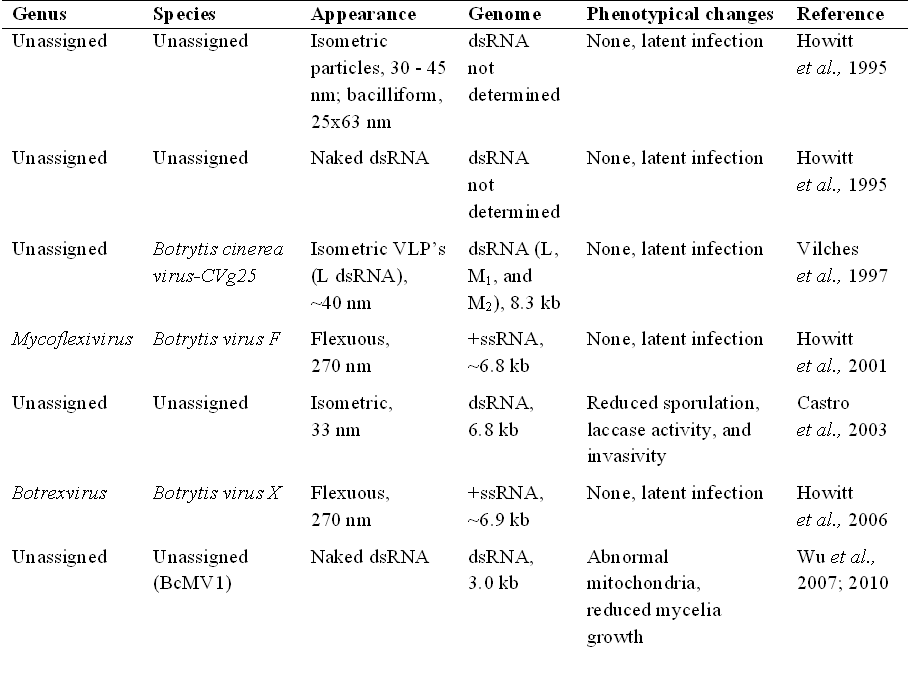
Mikovírusok

A Botrytis cinerea nemcsak a növényeket fertőzi meg, hanem maga is számos mikovírust tartalmaz (lásd a táblázatot/képet).
A mycovirális fertőzés miatt számos fenotípusos változást figyeltek meg a tünetmentestől az enyhe hatásig, vagy súlyosabb fenotípusos változásokat, beleértve a patogenitás csökkenését, a micéliumok növekedését/elnyomását, a spórásodást és a szkleróciumtermelést, abnormális telepszektorok kialakulását (Wu et al., 2010 ) és a virulenciát.

## Kezelése
A Botrytis cinerea kezelhető művelési, kémiai és biológiai megoldásokkal.
Nincsenek ellenálló fajok a szürkepenészes rothadásnak. Védekezhetünk a műtrágya kijuttatásának módjaval, mennyiségének és időzítésének figyelemmel kísérésével a gyümölcsrothadás csökkentése érdekében. A túlzott nitrogénkijuttatás növeli a betegségek előfordulását, miközben nem javítja a termést.
Az egyenes vagy sűrű növekedési szokásokkal rendelkező fajták ritkább elültetése csökkentheti a betegségeket, mivel ezek sűrűsége korlátozza a légáramlást és kedvező a kórokozó számára. Ha a növényeket úgy helyezzük el, hogy ne érjenek egymáshoz, akkor megnő a légáramlás, ami lehetővé teszi a terület kiszáradását, és csökkenti a betegségek terjedését. A beteg, elhalt vagy túlnőtt hajtások rendszeres metszése vagy célzott eltávolítása szintén segíthet a légmozgás javításában.
Az elhalt vagy elpusztuló növényi szövetek ősszel történő eltávolításával végzett higiéniai eljárás csökkenti az oltóanyag-szintet, mivel nincs törmelék a szkleróciumnak vagy a micéliumnak az átteléshez. A törmelék tavaszi eltávolítása csökkenti a helyben maradó oltóanyagot. A szürkepenészre utaló jeleket és tüneteket mutató bogyók betakarítás során történő ártalmatlanítása csökkenti az inokulum mennyiségét a következő évben.
A bioszén, a faszén egy formája, talajjavítóként alkalmazható epernövényeken, hogy csökkentse a gombás betegség súlyosságát azáltal, hogy serkenti a növényen belüli védekezési útvonalakat.
A szürkepenész vegyileg irtható az első virágzáskor kezdődő, jól időzített gombaölő szerekkel. A jó időzítés csökkentheti a fertőzés esélyét, és megtakaríthatja a költségeket.
A biológiai kontrollt vagy mikrobiális antagonistákat a betegségek visszaszorítására használták, Európában és Brazíliában sikeresen alkalmazták gombaszerű Trichoderma harzianum Rifai és Clonostachys rosea f. rosea formájaban Bainier (Gliocladium roseum). Különösen a Trichoderma fajokról kimutatták, hogy kontrollálják a szürkepenészt.
A többszörös gombaölő szerekkel szembeni rezisztencia számos termesztési területen probléma.

## Fordítás
- Ez a szócikk részben vagy egészben  a   Botrytis cinerea című angol Wikipédia-szócikk ezen változatának fordításán alapul.  Az eredeti cikk szerkesztőit annak laptörténete sorolja fel. Ez a jelzés csupán a megfogalmazás eredetét és a szerzői jogokat jelzi, nem szolgál a cikkben szereplő információk forrásmegjelöléseként.